# Verbascum macrosepalum
Verbascum macrosepalum är en flenörtsväxtart som beskrevs av Pierre Edmond Boissier, Amp; Ky. och Svante Samuel Murbeck. Verbascum macrosepalum ingår i släktet kungsljus, och familjen flenörtsväxter. Inga underarter finns listade i Catalogue of Life.